# Endevinalla de l'Esfinx

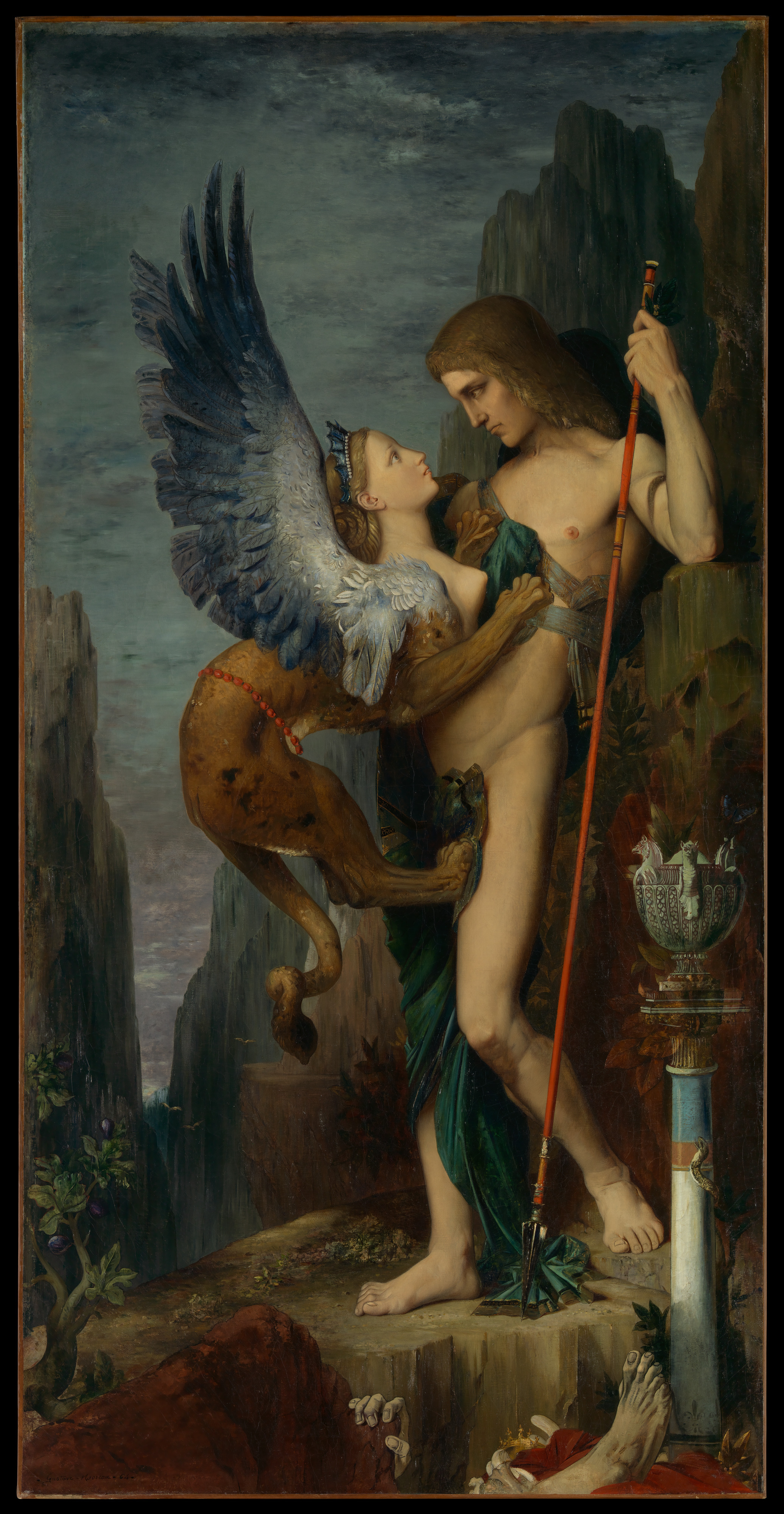
Èdip i l'Esfinx (Moreau), una pintura de Gustave Moreau.

L'enigma de l'Esfinx és una endevinalla que, segons la mitologia grega, va ser presentada per l'Esfinx a Èdip, que va trobar la solució. Es tractava de determinar "quin ésser, proveït d'una sola veu, camina primer amb quatre cames al matí, sobre dues cames al migdia i finalment amb tres cames al vespre?", La resposta correcta de l'heroi fou "l'home", que quan és nen camina sobre quatre cames, els adults caminen drets sobre dues cames i quan són vells s'ajuden amb una tercera cama, el bastó. L'enigma és un motiu cultural recurrent en moltes cultures tant  clàssiques com  populars.

## Història
Els habitants de la ciutat de Tebes estaven atemorits per una Esfinx que va aparèixer a l'entrada de la ciutat. L'Esfinx no era com aquestes famoses esfinxs d'Egipte, sinó que era un ésser monstruós amb cap humà, cos de lleó, unes ales enormes i la cua de serp.
L'Esfinx impedia la sortida com l'entrada dels habitants de Tebes, ja que qualsevol que volgués sortir o entrar havia de resoldre l'endevinalla que proposava l'Esfinx. Si no l'encertava, l'Esfinx agitava les seves enormes ales i llançava a la persona que s'equivocava el més lluny possible amb un gran cop del què no es podia recuperar, fins que Èdip va resoldre l'endevinalla, contestant que era "l'home".
Com a agraïment els habitants de Tebes el van nomenar rei.